# Министр иностранных дел Италии
Министр иностранных дел Италии (итал. Ministro degli Esteri della Repubblica Italiana) — важнейший министерский пост в Совете Министров Италии, отвечающий за внешнюю политику страны. Глава министерства иностранных дел Италии. В настоящее время пост занимает Антонио Таяни.

## Министры иностранных делИтальянского королевства
- Камилло Кавур — (23 марта — 6 июня 1861);
- Беттино Рикасоли — (12 июня 1861 — 3 марта 1862);
- Урбано Раттацци[1] — (4 — 31 марта 1862);
- Джакомо Дурандо — (31 марта — 8 декабря 1862);
- граф Джузеппе Пазолини — (8 декабря 1862 — 24 марта 1863);
- маркиз Эмилио Висконти-Веноста — (24 марта 1863 — 28 сентября 1864);
- Альфонсо Ферреро, маркиз Ла Мармора — (28 сентября 1864 — 20 июня 1866);
- Беттино Рикасоли[1] — (20 — 28 июня 1866);
- маркиз Эмилио Висконти-Веноста — (28 июня 1866 — 10 апреля 1867);
- Федерико Пешетто[1] — (10 — 12 апреля 1867);
- Помпео Ди Кампелло — (12 апреля — 27 октября 1867);
- граф Федерико Луиджи Менабреа — (27 октября 1867 — 14 декабря 1869);
- маркиз Эмилио Висконти-Веноста — (14 декабря 1869 — 20 ноября 1876);
- Луиджи Амедео Мелегари — (20 ноября 1876 — 28 декабря 1877);
- Агостино Депретис — (28 декабря 1877 — 24 марта 1878);
- граф Луиджи Корти — (24 марта — 24 октября 1878);
- Бенедетто Кайроли — (24 октября — 19 декабря 1878);
- Агостино Депретис[1] — (19 декабря 1878 — 14 июля 1879);
- Бенедетто Кайроли — (14 июля 1879 — 29 мая 1881);
- Паскуале Станислао Манчини — (29 мая 1881 — 29 июня 1885);
- Агостино Депретис — (29 июня — 6 октября 1885);
- Карло Феличе Николис, граф ди Робилант — (6 октября 1885 — 4 апреля 1887);
- Агостино Депретис — (4 апреля — 29 июля 1887);
- Франческо Криспи — (29 июля 1887 — 6 февраля 1891);
- маркиз Антонио Старабба ди Рудини — (6 февраля 1891 — 15 мая 1892);
- Бенедетто Брин — (15 мая 1892 — 15 декабря 1893);
- Альберто де Бланк — (15 декабря 1893 — 10 марта 1896);
- Онарато Каэтани — (10 марта — 11 июля 1896);
- маркиз Эмилио Висконти-Веноста — (11 июля 1896 — 1 июня 1898);
- Раффаэле Капелли — (1 — 29 июня 1898);
- граф Феличе Наполеоне Каневаро — (29 июня 1898 — 14 мая 1899);
- маркиз Эмилио Висконти-Веноста — (14 мая 1899 — 15 февраля 1901);
- Джулио Принетти — (15 февраля 1901 — 9 февраля 1903);
- Энрико Морин — (9 февраля — 3 сентября 1903);
- Томмазо Титтони — (3 сентября 1903 — 24 декабря 1905);
- Антонино Патерно-Кастелло, маркиз ди Сан Джулиано — (24 декабря 1905 — 8 февраля 1906);
- Франческо Гуиччардини — (8 февраля — 29 мая 1906);
- Томмазо Титтони — (29 мая 1906 — 11 декабря 1909);
- Франческо Гуиччардини — (11 декабря 1909 — 31 марта 1910);
- Антонино Патерно-Кастелло, маркиз ди Сан Джулиано — (31 марта 1910 — 17 октября 1914);
- Антонио Саландра[1] — (17 — 31 октября 1914);
- барон Сидней Соннино — (31 октября 1914 — 23 июня 1919);
- Томмазо Титтони — (23 — 26 июня 1919);
- Франческо Саверио Нитти[1] — (26 июня — 26 сентября 1919);
- Витторио Шалоя — (26 сентября 1919 — 15 июня 1920);
- Карло Сфорца — (15 июня 1920 — 4 июля 1921);
- Иваноэ Бономи[1] — (4 — 7 июля 1921);
- Пьетро Томази, маркиз делла Торрета (7 июля 1921 — 26 февраля 1922);
- Карло Шанцер — (26 февраля — 30 октября 1922);
- Бенито Муссолини[1] — (30 октября 1922 — 12 сентября 1929);
- граф Дино Гранди — (12 сентября 1929 — 20 июля 1932);
- Бенито Муссолини[1] — (20 июля 1932 — 9 июня 1936);
- граф Галеаццо Чиано— (9 июня 1936 — 6 февраля 1943);
- Бенито Муссолини[1] — (6 февраля — 25 июля 1943);
- Раффаэле Гуарилья — (25 июля 1943 — 11 февраля 1944);
- Пьетро Бадольо — (11 февраля — 18 июня 1944);
- Иваноэ Бономи — (18 июня — 12 декабря 1944);
- Альчиде де Гаспери — (12 декабря 1944 — 2 июля 1946);

## Министр иностранных делИтальянской социальной республики
- Бенито Муссолини — (1943—1945);

## Министры иностранных делИтальянской республики
- Альчиде де Гаспери — (2 июля — 18 октября 1946);
- Пьетро Ненни — (18 октября 1946 — 28 января 1947);
- Карло Сфорца — (2 февраля 1947 — 19 июля 1951);
- Альчиде де Гаспери — (26 июля 1951 — 2 августа 1953);
- Джузеппе Пелла — (17 августа 1953 — 12 января 1954);
- Аттилио Пиччони — (18 января — 16 сентября 1954);
- Гаэтано Мартино — (16 сентября 1954 — 15 мая 1957);
- Джузеппе Пелла — (19 мая 1957 — 1 июля 1958);
- Аминторе Фанфани — (1 июля 1958 — 15 февраля 1959);
- Джузеппе Пелла — (15 февраля 1959 — 23 марта 1960);
- Антонио Сеньи — (25 марта 1960 — 7 мая 1962);
- Аминторе Фанфани — (7 мая — 29 мая 1962);
- Аттилио Пиччони — (29 мая 1962 — 4 декабря 1963);
- Джузеппе Сарагат — (4 декабря 1963 — 28 декабря 1963);
- Альдо Моро — (28 декабря 1963 — 5 марта 1965);
- Аминторе Фанфани — (5 марта — 30 декабря 1965);
- Альдо Моро — (30 декабря 1965 — 23 февраля 1966);
- Аминторе Фанфани — (23 февраля 1966 — 24 июня 1968);
- Джузеппе Медичи — (24 июня — 12 декабря 1968);
- Пьетро Ненни — (12 декабря 1968 — 5 августа 1969);
- Альдо Моро — (5 августа 1969 — 26 июня 1972);
- Джузеппе Медичи — (26 июля 1972 — 7 июля 1973);
- Альдо Моро — (7 июля 1973 — 23 ноября 1974);
- Мариано Румор — (23 ноября 1974 — 29 июля 1976);
- Арнальдо Форлани — (29 июля 1976 — 4 августа 1979);
- Франко Мариа Мальфатти — (4 августа 1979 — 15 января 1980);
- Аттилио Руффини — (15 января — 4 апреля 1980);
- Эмилио Коломбо — (4 апреля 1980 — 4 августа 1983);
- Джулио Андреотти — (4 августа 1983 — 22 июля 1989);
- Джанни Де Микелис — (22 июля 1989 — 28 июня 1992);
- Винченцо Скотти — (28 июня — 29 июля 1992);
- Джулиано Амато — (29 июля — 1 августа 1992);
- Эмилио Коломбо — (1 августа 1992 — 28 апреля 1993);
- Беньямино Андреатта — (28 апреля 1993 — 19 апреля 1994);
- Леопольдо Элиа — (19 апреля — 10 мая 1994);
- Антонио Мартино — (10 мая 1994 — 17 января 1995);
- Сузанна Аньелли, графиня Раттацци — (17 января 1995 — 17 мая 1996);
- Ламберто Дини — (17 мая 1996 — 6 июня 2001);
- Джулиано Амато — (6 июня — 11 июня 2001);
- Ренато Руджеро — (11 июня 2001 — 6 января 2002);
- Сильвио Берлускони — (6 января — 14 ноября 2002);
- Франко Фраттини — (14 ноября 2002 — 18 ноября 2004);
- Джанфранко Фини — (18 ноября 2004 — 17 мая 2006);
- Массимо Д’Алема — (17 мая 2006 — 8 мая 2008);
- Франко Фраттини — (8 мая 2008 — 16 ноября 2011);
- Джулио Терци ди Сант’Агата — (16 ноября 2011 — 26 марта 2013);
- Марио Монти[1] — (26 марта — 28 апреля 2013);
- Эмма Бонино — (28 апреля 2013 — 21 февраля 2014);
- Федерика Могерини — (22 февраля — 31 октября 2014);
- Паоло Джентилони — (31 октября 2014 — 12 декабря 2016);
- Анджелино Альфано — (12 декабря 2016 — 1 июня 2018);
- Энцо Моаверо-Миланези — (1 июня 2018 — 5 сентября 2019);
- Луиджи Ди Майо — (5 сентября 2019 — 22 октября 2022
- Антонио Таяни — (22 октября 2022 — по настоящее время).